# Мосіна (гміна)
Гміна Мосіна (пол. Gmina Mosina) — місько-сільська гміна у північно-західній Польщі. Належить до Познанського повіту Великопольського воєводства.
Станом на 31 грудня 2011 у гміні проживало 28515 осіб.

## Територія
Згідно з даними за 2007 рік площа гміни становила 170.87 км², у тому числі:
- орні землі: 49.00%
- ліси: 38.00%

Таким чином, площа гміни становить 9.00% площі повіту.

## Населення
Станом на 31 грудня 2011:
| Опис     | Загалом | Загалом | Чоловіки | Чоловіки | Жінки | Жінки |
| -------- | ------- | ------- | -------- | -------- | ----- | ----- |
| одиниця  | осіб    | %       | осіб     | %        | осіб  | %     |
| все      | 28515   | 100     | 13869    | 48.64    | 14646 | 51.36 |
| міське   | 12890   | 100     | 6261     | 48.57    | 6629  | 51.43 |
| сільське | 15625   | 100     | 7608     | 48.69    | 8017  | 51.31 |

## Сусідні гміни
Гміна Мосіна межує з такими гмінами: Бродниця, Коморники, Курник, Любонь, Пущиково, Стеншев, Чемпінь.